# Cumbre Vieja
Pour les articles homonymes, voir Cumbre.
La Cumbre Vieja, toponyme espagnol signifiant en français « Sommet Vieux », est un volcan actif d'Espagne situé dans le sud de l'île de La Palma, dans l'archipel des Canaries. Sa dernière éruption s'est déroulée de septembre à décembre 2021, après une période de repos de cinquante ans. Au cours d'une future éruption, la Cumbre Vieja est susceptible d'engendrer un mégatsunami qui toucherait la majorité des côtes de l'océan Atlantique Nord si la partie occidentale de la montagne glissait dans l'océan.

## Géographie

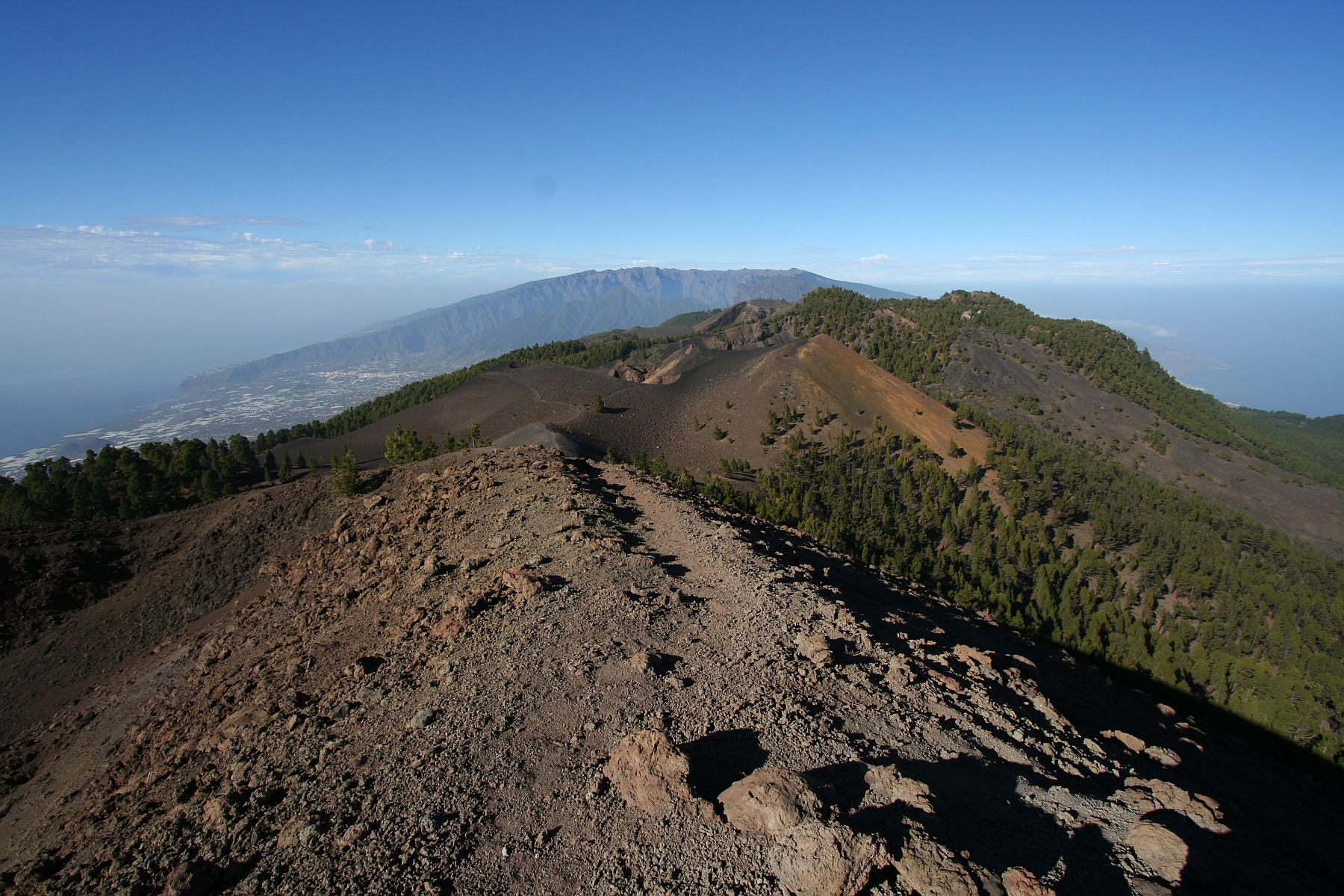
Vue depuis le sommet de la Cumbre Vieja en direction du nord, avec la caldeira de Taburiente dans le lointain.

La Cumbre Vieja constitue la partie sud de La Palma, une île de l'archipel des Canaries appartenant à l'Espagne et situé au large des côtes marocaines et sahariennes.
La montagne est de forme allongée, orientée nord-sud, en forme de triangle pointant vers le sud et culminant à 1 944 mètres d'altitude. Elle constitue la partie la plus récente de l'île, la plus ancienne étant la caldeira de Taburiente, dans la partie nord de l'île. Entre les deux se trouve la Cumbre Nueva.
La montagne est une fissure volcanique faisant partie du stratovolcan constituant l'île de La Palma, et ses éruptions sont majoritairement effusives (bien que des épisodes explosifs se produisent fréquemment), ce qui classe la Cumbre Vieja parmi les volcans rouges. Formé il y a 125 000 ans, il est l'un des volcans les plus actifs des Canaries et a formé de nombreux cônes de cendres sur la crête de la montagne, par lesquels se sont échappées de nombreuses coulées de lave qui ont parfois atteint l'océan.
Le parc naturel de Cumbre Vieja couvre le sommet et les flancs du volcan, dont la crête et les différents petits sommets sont parcourus par le GR 131.

## Histoire

### Période historique
Les éruptions de la Cumbre Vieja observées depuis la colonisation espagnole de l'île ont eu lieu en 1470, 1585, 1646, 1677, 1712, 1949, 1971, et 2021. Chacune de ces éruptions provoque des dégâts matériels et agricoles à cause des coulées de lave et des retombées de téphras. L'éruption du 26 octobre 1949 a lieu au Volcán de San Juan et celle du 18 novembre 1971 au Teneguía.

### Éruption de 2021

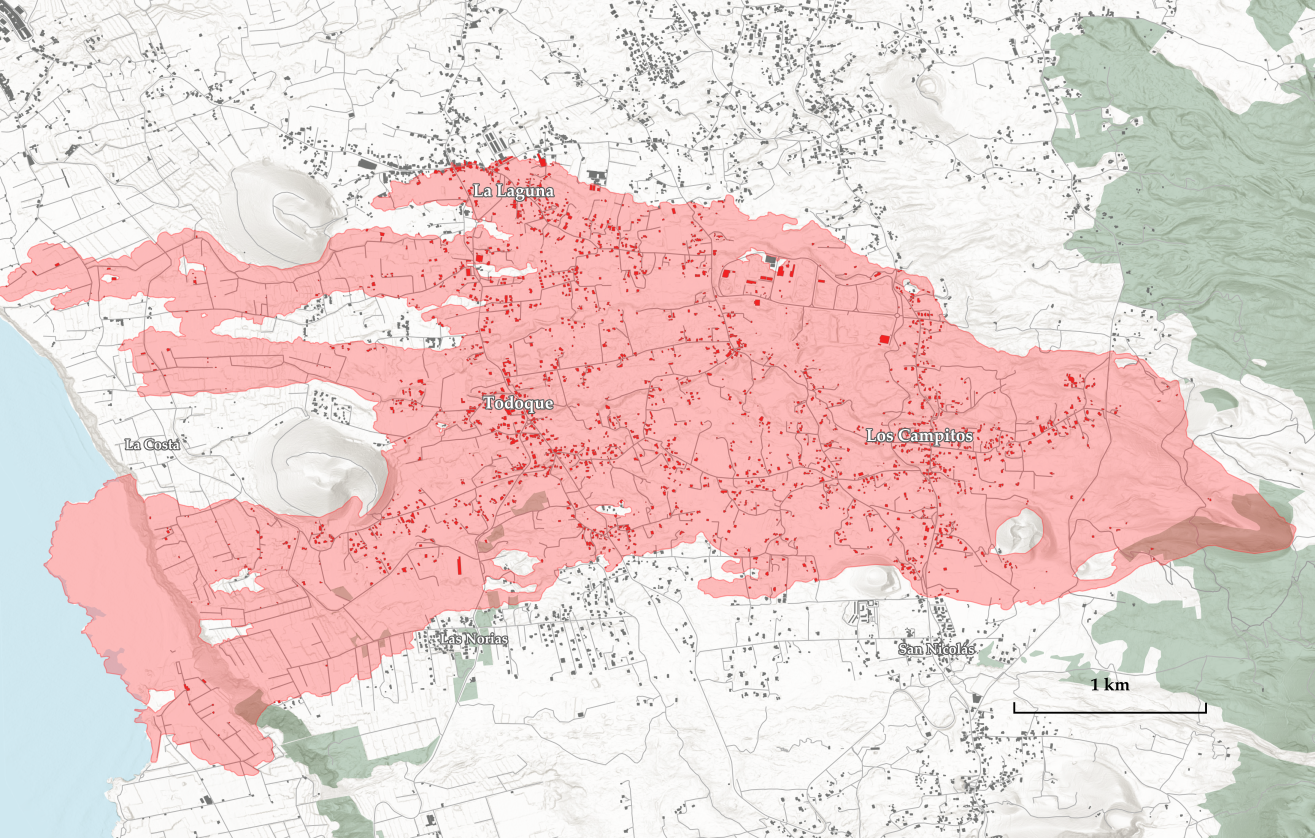
Carte de l'étendue des coulées de lave de l'éruption de 2021.

À partir de la fin des années 2010, une activité sismique est détectée sous le volcan. Ainsi, un essaim sismique se produit en 2017, un autre en 2018, cinq en 2020 et trois en 2021 ; les secousses y sont de faible puissance et les hypocentres situés à des profondeurs comprises entre vingt et trente kilomètres. Le 11 septembre 2021 débute un nouvel essaim sismique ; des milliers de secousses sont enregistrées en quelques jours, la plus puissante atteignant une magnitude de 3,9 et les hypocentres se situant à une profondeur de huit à treize kilomètres. De plus, des déformations du sol atteignent dix centimètres à l'aplomb de l'essaim sismique. Ce comportement sismique est interprété par les volcanologues comme la conséquence de la remontée de magma dans la croûte terrestre, entraînant la hausse du niveau d'alerte pour les communes voisines par les autorités locales, qui redoutent le déclenchement d'une éruption.
Ces craintes sont confirmées lorsque, le 19 septembre — quelques heures après les dernières évacuations préventives de populations —, de la lave apparait en surface, dans le secteur nord-ouest de la Cumbre Vieja, en contrebas du col qui la sépare de la Cumbre Nueva, au lieu-dit Cabeza de Vaca, au-dessus du village d'El Paraíso, sur la commune d'El Paso. Rapidement, des fontaines de lave de plusieurs dizaines de mètres de hauteur et un panache volcanique s'élèvent dans le ciel, la lave alimentant une coulée qui progresse rapidement vers l'ouest sur le terrain en pente. Si les environs immédiats de la bouche éruptive sont inhabités, des milliers d'habitants situés sur le trajet potentiel de la lave en contrebas sont menacés. Les premières destructions sont observées dès les premières heures de l'éruption, avec la coupure de plusieurs routes et la destruction des premières habitations. Outre les dégâts matériels, les autorités redoutent également les incendies, bien que le lieu de l'éruption en bordure de la forêt qui couvre le sommet du volcan limite les risques. Après une journée d'éruption, un séisme de magnitude 4,1 dans la soirée du 20 septembre marque l'ouverture d'une seconde bouche éruptive un peu plus au nord de la première, sur les hauteurs du village de Tancande. 500 personnes supplémentaires sont évacuées, portant à 6 000 le nombre de personnes qui ont dû quitter leur logement (dont une centaine ont déjà été détruits). L'entrée de la lave dans l'océan, attendue dans la soirée du 20 septembre, ne s'est toutefois pas encore produite, la lave ayant fortement ralenti au front de la coulée bien que progressant à une vitesse de 700 m/h. Le 30 septembre, le littoral est dépassé, la lave s'épanche dans l'océan en produisant un panache sulfureux de vapeur d'eau et engendrant, au 3 octobre, un delta de roche magmatique de 30 hectares. Le 25 décembre 2021, l'éruption est officiellement déclarée comme terminée, les autorités fixant la fin de l'éruption au 13 décembre, date à laquelle les manifestations éruptives cessent, près de trois mois après leur commencement. Avec 85 jours d'activité, elle est considérée comme la plus longue, de loin, jamais recensée sur l'île. Au total, la lave a recouvert 1 200 hectares de terre, dont 370 consacrés à l'agriculture, et, avec la solidification des coulées de lave dans l'océan, l'île s'est agrandie de 48,5 hectares. Pendant cette éruption, 7 000 personnes ont été évacuées, de nombreux bâtiments détruits et, selon les autorités espagnoles, la facture globale pourrait s'élever à 900 millions d'euros.

## Dans la culture
L'île de la Palma est le lieu principal de l'action de la mini-série norvégienne La Palma diffusée sur Netflix en 2024 et dont le synopsis est basé sur le réveil du volcan et son effondrement dans l'océan, déclenchant un mégatsunami.

### Film documentaire
- Le volcan de La Palma : la vie après l'éruption, Marcus Lenz, 51 min, Allemagne, 2022